# Werner Glastetter
Werner Glastetter (* 11. August 1937 in Ettlingen; † 3. März 2023 in Bielefeld) war ein deutscher Wirtschaftswissenschaftler, Hochschullehrer und Mitglied im Sachverständigenrat zur Begutachtung der gesamtwirtschaftlichen Entwicklung.

## Werdegang
Nach seiner Promotion 1965 war Glastetter von 1965 bis 1969 wissenschaftlicher Assistent am Lehrstuhl für Wirtschaftspolitik der Wirtschaftshochschule Mannheim. Anschließend war er bis 1977 wissenschaftlicher Referent im Wirtschafts- und Sozialwissenschaftlichen Institut. Während dieser Zeit war Glastetter unter anderem Berater beim Wirtschafts- und Sozialausschuss in Brüssel. 
Er gehörte 1975 zu den Unterzeichnern des Memorandums „Für eine wirksame und soziale Wirtschaftspolitik“, aus dem die Arbeitsgruppe Alternative Wirtschaftspolitik hervorging.
1977 wurde er auf den Lehrstuhl für Volkswirtschaftslehre (Wirtschaftspolitik) an der Universität Bielefeld berufen. 
Ab August 1979 war Glastetter als Nachfolger von Gerhard Scherhorn Mitglied des Sachverständigenrates zur Begutachtung der gesamtwirtschaftlichen Entwicklung, aus dem er im August 1981 auf eigenen Wunsch hin wieder ausschied. Sein Nachfolger wurde Hans-Jürgen Krupp.
Zum Ende des Sommersemesters 2002 wurde Glastetter an der Universität Bielefeld emeritiert.